# Синельников, Иван Максимович
Иван Максимович Синельников (1741 — 29 июля [9 августа] 1788) — русский государственный и военный деятель, генерал-майор, правитель Екатеринославского наместничества в 1784—1788 годах, сподвижник князя Григория Потёмкина.

## Биография
В 1766 году Синельников был выбран воронежским дворянством депутатом в московскую комиссию по составлению нового уложения. Принимал участие в русско-турецкой войне 1768—1774. 
"По уничтоженіи послѣдняго Коша запорожскаго, въ 1775 году, изъ множества запорожцевъ честныхъ и здравомыслящихъ, благо-намѣренныхъ и дальновидныхъ, истый запорожецъ, войсковый старшина Синельниковъ первый сталъ въ ряды русскаго войска и безпрекословно подчинился новому порядку вещей. Военное и гражданское начальство Новороссійскаго края высоко цѣнило въ этомъ случаѣ заслугу Синельникова и въ послѣдующее время всегда пользовалось имъ, какъ лучшимъ дѣятелемъ при введеніи новыхъ порядковъ въ Запорожьѣ."
Позже участвовал в подавлении восстания Пугачёва и в преследовании самого Пугачёва. Был воеводой в Полтаве, помогал Александру Суворову в переселении христиан из Крыма на северное побережье Азовского моря с целью ослабить Крымское ханство. Суворов рекомендовал его Потёмкину как добросовестного и энергичного помощника.
Потёмкин назначил Синельникова начальником комиссии по пропитанию православных переселенцев из Крымского ханства, позже своим главным помощником по образованию Екатеринославского наместничества, вверив ему построение города Екатеринослава, в котором Синельников и стал первым наместником. Был удостоен чести заложить пятый камень в основание первого здания города (Преображенского собора). Знаменитое путешествие императрицы Екатерины II в 1787 году было совершено по маршруту, составленному вызванным в Санкт-Петербург Синельниковым и при его постоянном сопровождении.
После начала русско-турецкой войны 1787—1792 годов Синельникову было поручено обустройство флота в Причерноморье и снабжение продовольствием армии, осадившей Очаков. В ходе этой осады Синельников был ранен ядром в ногу и после операции по её ампутации умер.

## Память
Имя Синельникова носит сегодня город Синельниково Днепропетровской области, возникший на месте железнодорожной станции Синельниково 1. Земля, на которой была построена железнодорожная станция, принадлежала потомкам Синельникова.
В селе Садовое Белозёрского района Херсонской области установлен мемориал памяти генерал-майора Ивана Максимовича Синельникова. На мемориале на белой мраморной плите выбито: «Смертельно ранен 29 июля 1788 г. при осаде Очакова. Скончался 29 июля в Кинбурне. Погребён в Херсоне.»

### Галерея

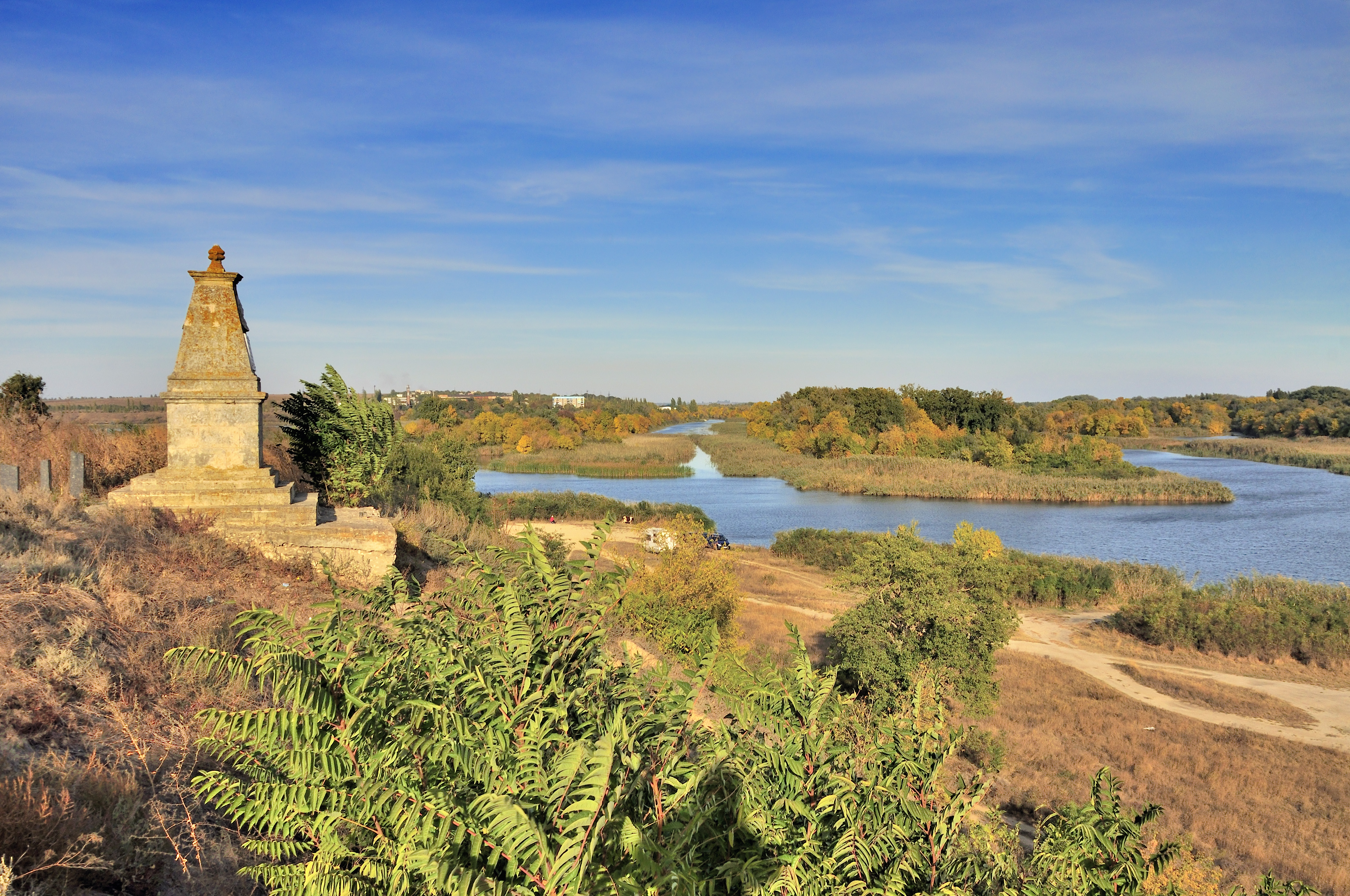
Памятник генералу И. М. Синельникову в селе Садовом
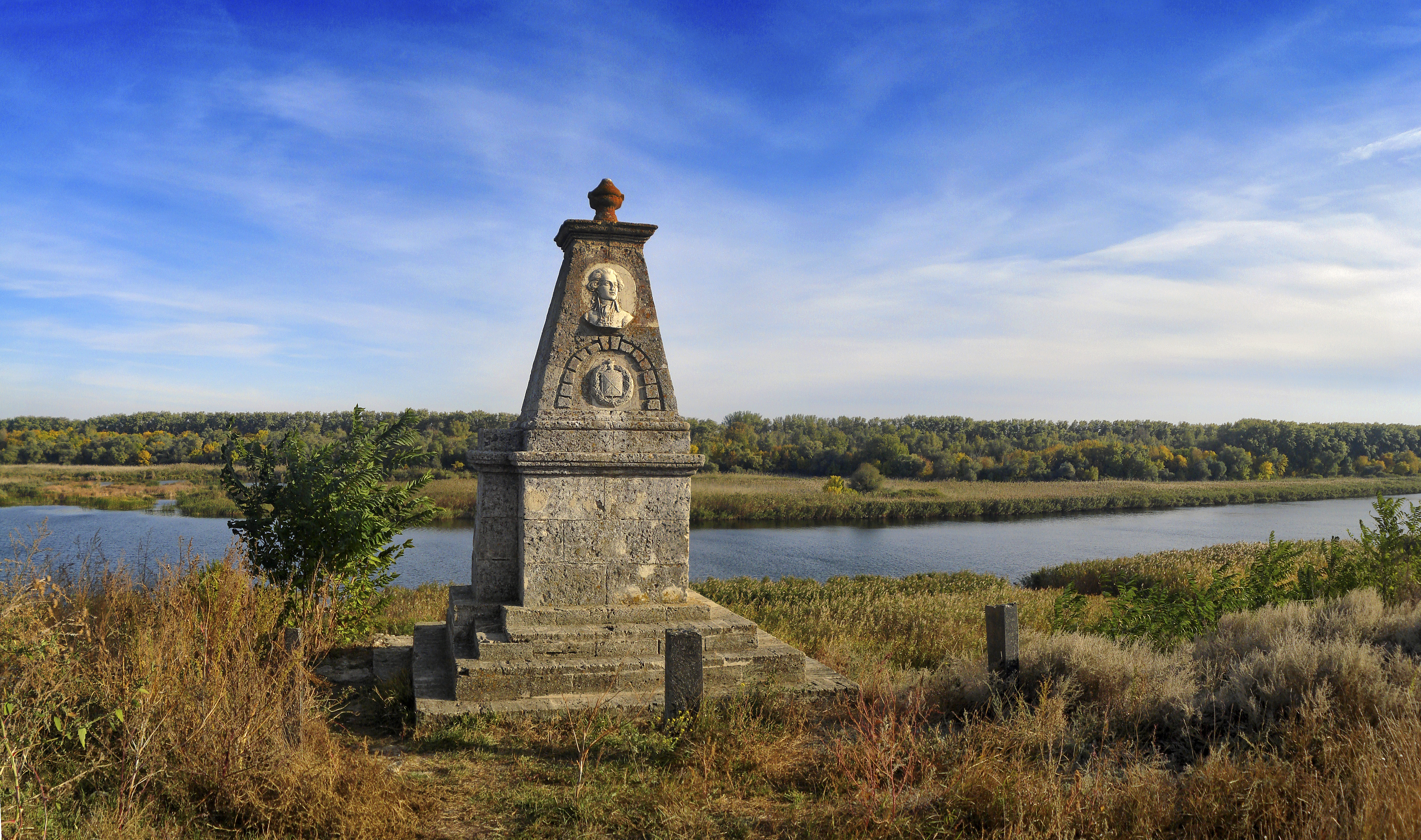
Памятник И. М. Синельникову анфас
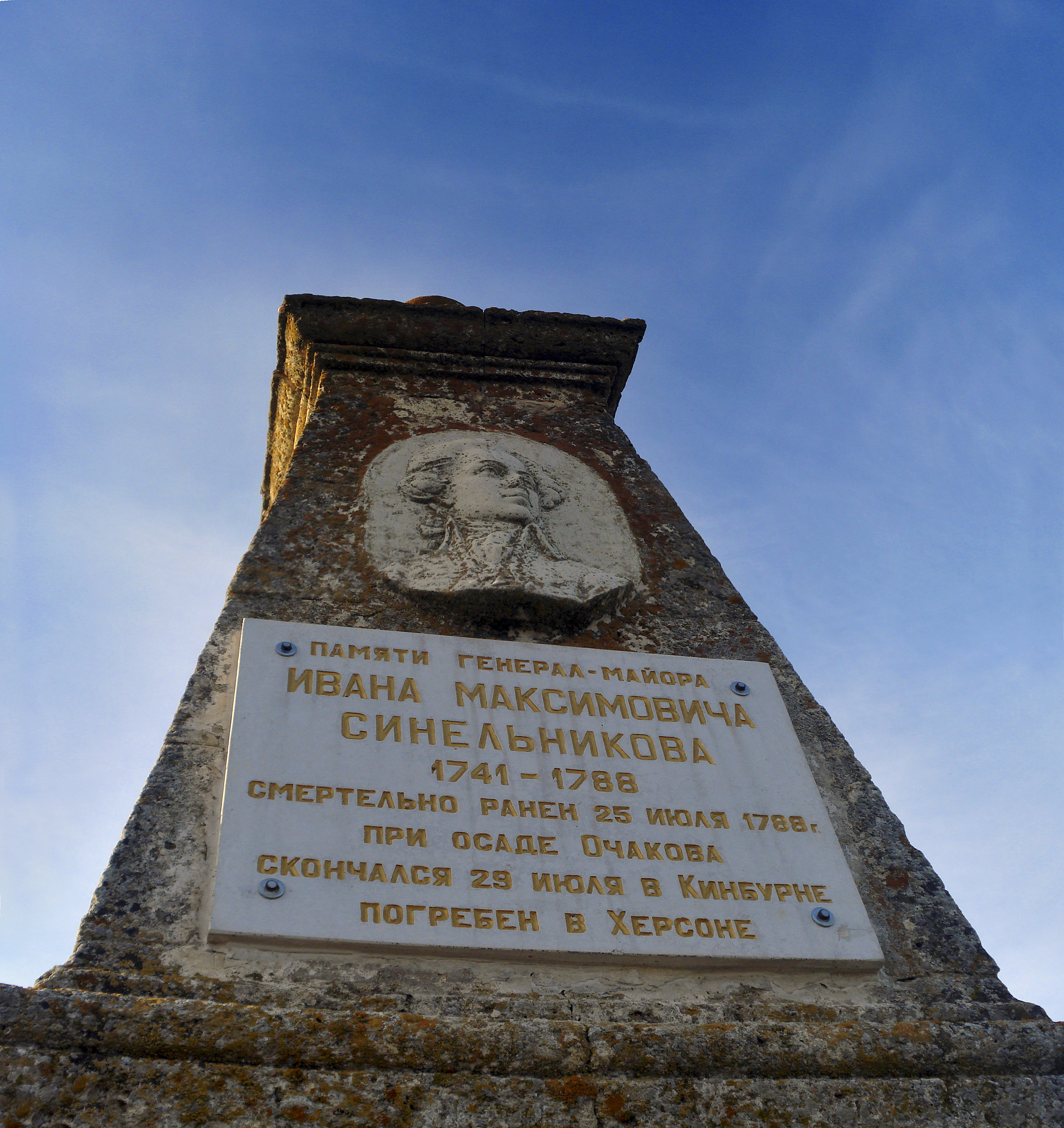
Надпись на памятнике
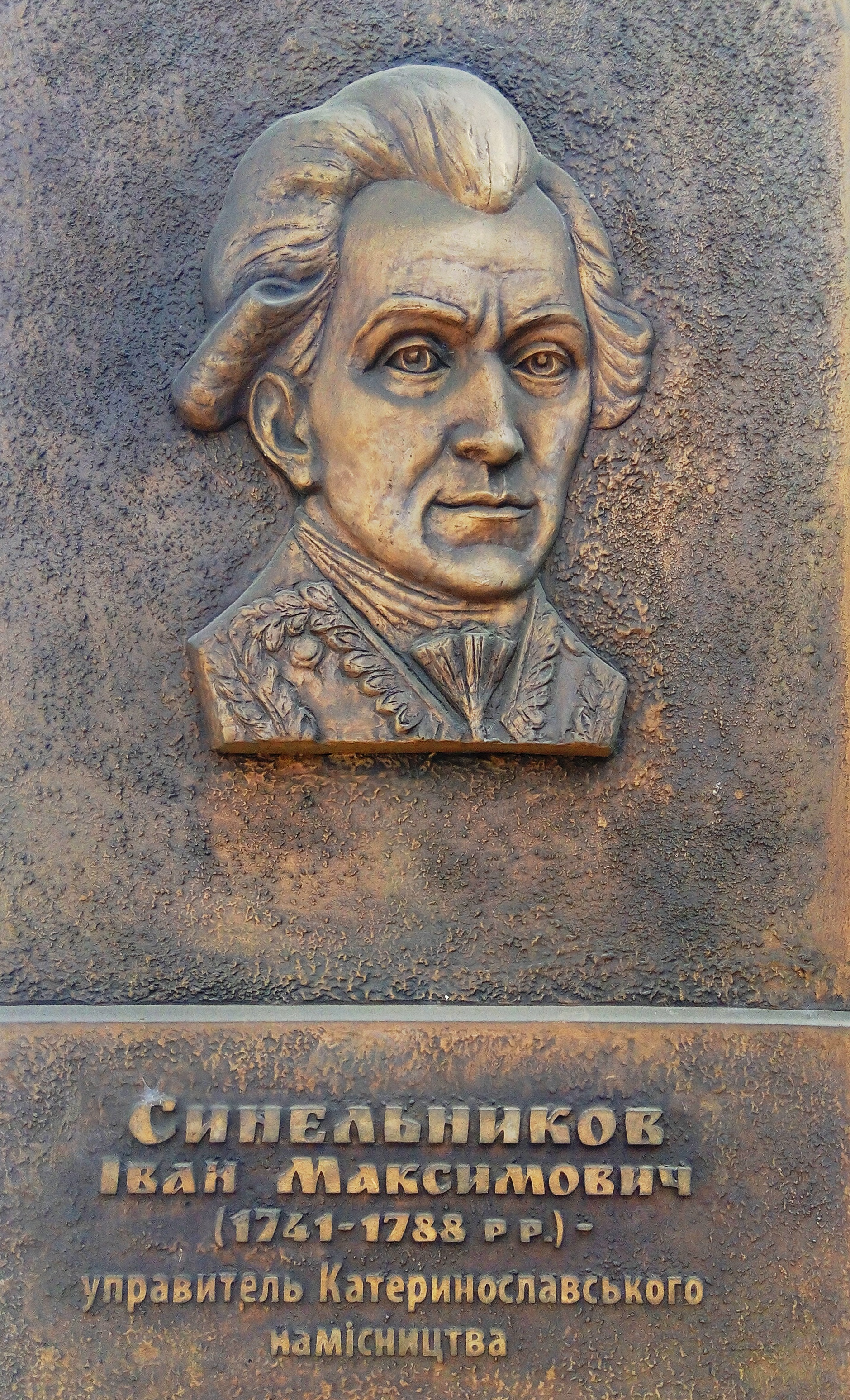
Бронзовый барельеф Ивану Синельникову на площади 80-летия Днепропетровщины